# 1494
Cette page concerne l'année 1494  du calendrier julien. Pour l'année 1494 av. J.-C., voir 1494 av. J.-C.
L'année 1494 est une année commune qui commence un mercredi.

## Asie
- 8 juin : Bâbur devient prince de Ferghana, en Asie centrale, à l'âge de douze ans, après la mort accidentelle de son père Omar Sheikh Mirza[1].
- 27 décembre : Yoshizumi Ashikaga devient shoguns Ashikaga au Japon (fin en 1508)[2].

## Afrique
- 7 mai[3] : le roi d’Éthiopie Eskender est vaincu et tué lors d’une expédition contre les musulmans de l’Adal dans la Plaine du Sel. L’Éthiopie perd sa suprématie militaire. Amda-Syon II règne six mois, puis est remplacé par Naod, frère d’Eskender.
- 26 octobre : mort d'Amda-Syon II[4]. Début du règne de Naod, roi d’Éthiopie (fin en 1508). La reine douairière Eleni aide Naod dans son gouvernement, elle-même conseillée par le Portugais Pedro de Covilham. Le règne de Naod commence par la paix avec le sultan d’Adal, mais l’émir de Harrar profite des moments de jeûne imposés par l’Église copte pour lancer des expéditions contre les Éthiopiens. Il est facilement vaincu par Naod[5].

## Explorations outremer et Amérique

### Généralités
- 7 juin : l'Espagne et le Portugal signent, sous la pression du pape Alexandre VI, le traité de Tordesillas sur le partage des territoires du Nouveau Monde. La ligne de 1493 est repoussée 370 lieues plus à l’ouest[6].
- 21 avril : premier galion mentionné dans les péages du port de Valence ; c'est un bateau du même type que la nef, mais plus allongé et équipé d’un quatrième mat destiné à recevoir une seconde voile latine[7].

### Christophe Colomb dans les Caraïbes
- Janvier-mars : Christophe Colomb explore Haïti et fonde à Hispaniola, La Isabela, première colonie espagnole du Nouveau Monde. Il confie la colonie et la prospection de l’or à Alonzo de Hojeda puis part pour Juana (Cuba)[8].
- 24 avril-23 août : Colomb explore la Jamaïque (découverte le 4 mai[9]) et la côte sud-ouest de Cuba qu’il décrit comme une péninsule du continent asiatique[8].

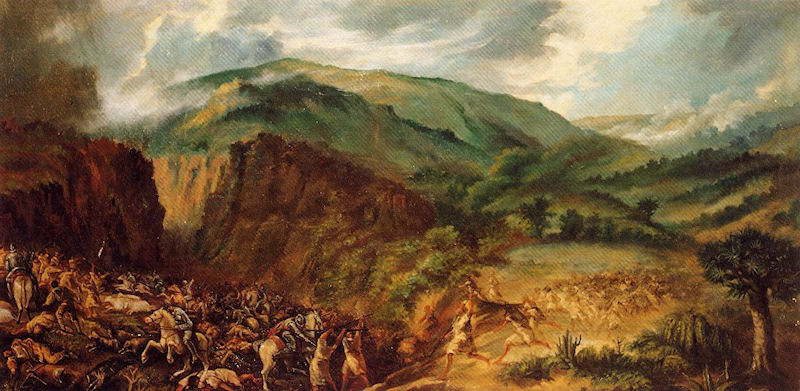
31 mai, îles Canaries : bataille de Acentejo

- 29 septembre : de retour à La Isabela Colomb apprend qu’un soulèvement conduit par le cacique Caonabo (es) vient d’être écrasé par Pedro de Margarit. En outre, des dissensions entre Castillans et « étrangers » (Génois et Catalans) ont éclaté. Quelques centaines d’Espagnols mécontents ou malades sont renvoyés en Espagne sous le commandement d’Antonio de Torres. Cinq cents indigènes récalcitrants sont déportés comme esclaves vers l’Espagne[8].

### Îles Canaries (dépendant du royaume de Castille)
- 31 mai, îles Canaries : massacre des Castillans par les Guanches sur l'île de Tenerife à La Matanza de Acentejo[10].

## Europe

### Événements non politiques
- 23 juin : tremblement de terre qui bouleverse les vallées de Roquebillière et de Lantosque dans le comté de Nice.
- 24 décembre : le port de Gênes gèle à Noël[11].
- Épidémie de peste signalée à Châlons-sur-Marne (1494-1497)[12].

### France (règne de Charles VIII)
- Juin : Charles VIII de France rétablit les privilèges des foires de Lyon abolis en 1483 à la mort de Louis XI[13].

L'Italie en 1494

### État bourguignon (régence de Maximilien d'Autriche; règne de Philippe le Beau)
- 26 décembre, Gand : avènement de Philippe le Beau (1478-1506) comme duc de Bourgogne et souverain des Pays-Bas bourguignons[14] ; il s’oppose à son père Maximilien Ier, qui souhaite conserver la régence des Pays-Bas bourguignons.

### Péninsule italienne (pontificat d'Alexandre VI): avant la guerre
- 13 mars : Charles VIII prend le titre de roi de Naples et de Jérusalem[15].
- 16 mars : Maximilien d'Autriche, veuf de Marie de Bourgogne depuis 1482, se remarie avec Blanche-Marie Sforza, sœur du duc de Milan Jean Galéas Sforza. Elle lui apporte une dot de 300 000 ducats[9].
- 18 avril : Alphonse de Calabre reçoit l'investiture du royaume de Naples par le pape[15], devenant Alphonse II de Naples.
- 8 mai : Alphonse II est couronné roi de Naples. Il abdique le 23 janvier 1495[16].

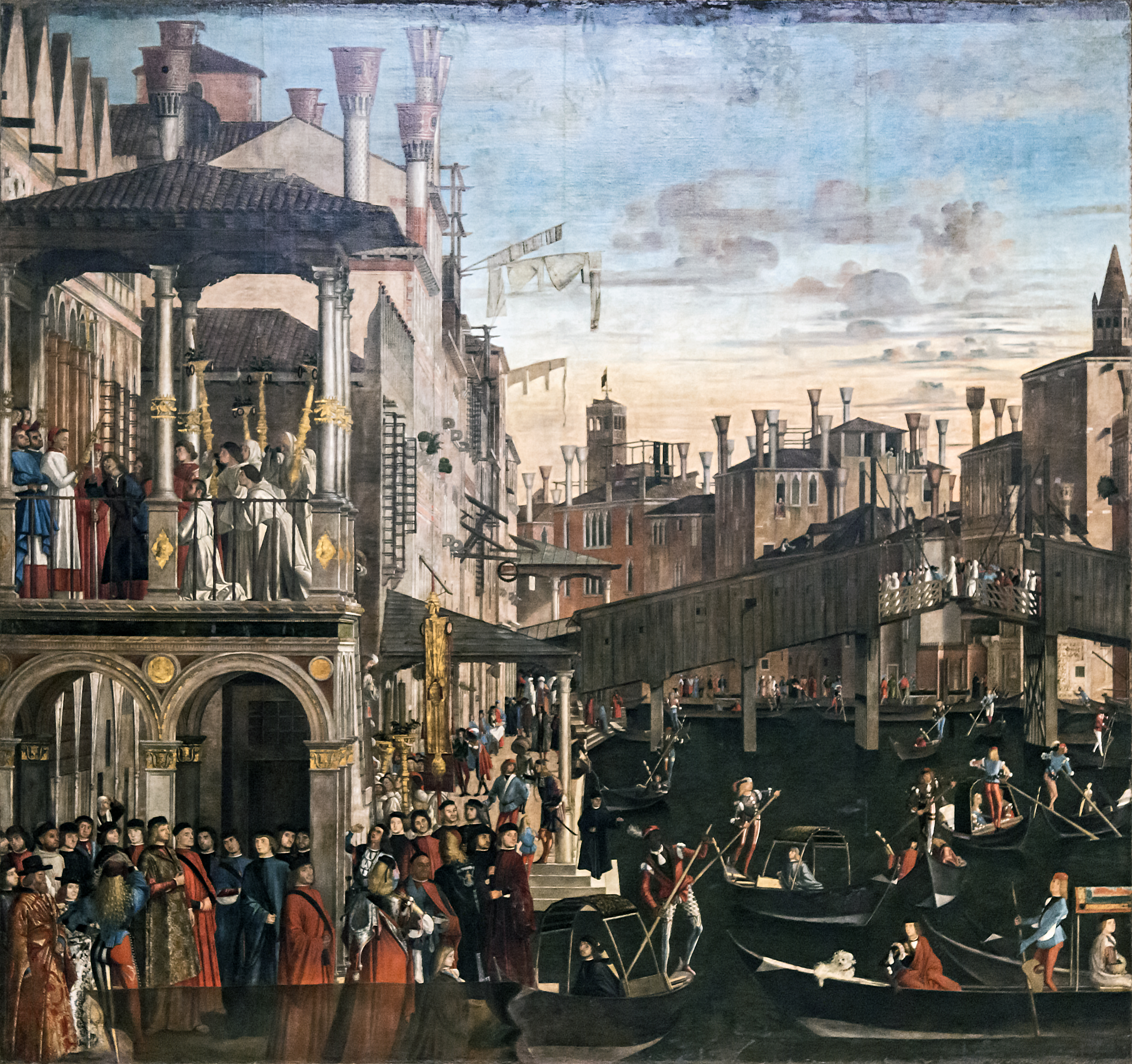
Il miracolo della reliquia della Santa Croce, de Vittore Carpaccio.

### Péninsule italienne: la première guerre d'Italie (à partir de septembre)
L'entrée de l'armée de Charles VIII en Italie marque le début de la première des onze guerres d'Italie (1494-1559)
- 29 août-2 septembre : Charles VIII, quittant la France[15], confie le gouvernement du royaume à sa sœur Anne de France et à son époux  Pierre II de Bourbon, sire de Beaujeu, qui résident à Moulins[17].
- 8 septembre : la flotte française dirigée par Louis d’Orléans débarque à Rapallo près de Gênes, et en chasse les Napolitains[17]. L’arrivée de l’armée française ravive les rivalités entre États apaisées depuis 1454.
- 9 septembre : entrevue entre Charles VIII et Ludovic Sforza à Asti[15].
- 14 octobre : Charles VIII arrive à Pavie en Milanais[17].
- 22 octobre : mort de Jean Galéas Sforza, duc de Milan, à qui succède son oncle Ludovic, au détriment[15] de son petit-neveu Francesco (1491-1512) ; Ludovic est un allié du roi de France (époux de Béatrice d'Este, il mène à Milan une vie fastueuse, protégeant Léonard de Vinci et Bramante).
- 30 octobre[15] : Charles VIII entre en Toscane avec 10 000 hommes. Pierre II de Médicis va à sa rencontre et lui livre Sarzana et d'autres forteresses[18].
- 7-28 novembre : prédication intensive de Savonarole ; sermons sur Aggée. Il exhorte les Florentins à reconstruire le Nouveau Temple[15].
- 8-9 novembre : Charles VIII entre à Pise[15], où il confirme le parti des libertés citadines (fin en 1509). La garnison florentine est chassée de la ville.
- 9 novembre : un soulèvement populaire entraîne la chute des Médicis à Florence. La République est restaurée[19].
- 17 novembre : entrée des Français à Florence[19]. Charles VIII y rencontre Savonarole, et veille avec lui Pic de la Mirandole.
- 26 novembre : traité entre la république de Florence et le roi de France[20]. Les Français quittent la ville le 28[15].
- 22 et 23 décembre : institution du Grand Conseil de Florence[21].
- 31 décembre : entrée des Français à Rome[15]. Charles VIII rend hommage à la dignité pontificale mais impose au pape Alexandre Borgia la livraison d’otages, dont César Borgia.

### Angleterre (règne de Henri VII)
- 1er décembre : loi Poynings (en) (ou statut de Drogheda) imposant la législation anglaise en Irlande et subordonnant la réunion du Parlement de Dublin à autorisation royale.

### Navarre
- 12 janvier : couronnement à Pampelune des souverains de Navarre Catherine Ire et son époux Jean III.

### Castille et Aragon (règne d'Isabelle Ireet de Ferdinand II, les Rois catholiques)
- En Castille, les conversos revenus après 1492 doivent se présenter devant les inquisiteurs de Tolède pour énumérer les biens paternels auxquels ils prétendent et payer en rachat la somme exigée par le tribunal. Ils n’en ont généralement pas les moyens[22].

### Hongrie
- 24 novembre : le général Pál Kinizsi est tué devant Smederevo lors d'une campagne contre les Turcs en Serbie[23].

### Moscovie, Pologne, Lituanie
- 5 février : traité entre Ivan III de Russie et Alexandre Ier Jagellon de Lituanie, qui reconnaît Ivan « souverain de toute la Russie » et épouse sa fille Hélène (15 juillet 1495)[24].
- 5 novembre : la Russie saisit le comptoir de la Hanse de Novgorod[25]. Guerre russo-suédoise de 1495-1497.

## Naissance et décès

### Naissances en 1494
- 2 février : Bona Sforza, reine de Pologne, princesse et archiduchesse.
- 1er mars : Francesco d'Ubertino dit Le Bachiacca, peintre italien à Florence († 5 juillet 1557)[26].
- 8 mars : Rosso Fiorentino, peintre, graveur et décorateur italien († 14 novembre 1540).
- 24 mars :
  - Georg Bauer dit Agricola le minéralogiste, allemand à Glauchau.
  - Johannes Scheubel, mathématicien allemand († 20 février 1570).
- 12 septembre : François Ier, futur roi de France.
- 16 septembre : Francesco Maurolico, mathématicien et astronome italien et grec († 1575).
- 5 novembre : Hans Sachs, poète allemand à Nuremberg.
- 6 novembre : Soliman le Magnifique (سلطان سليمان اول), sultan ottoman de 1520 à 1566.
- 20 décembre : Oronce Fine (mort en 1555), mathématicien, astronome et cartographe français.
- Date précise inconnue :
  - David Beaton, cardinal écossais († 1547).
  - Domenico Capriolo, peintre italien († 8 octobre 1528).
  - François Rabelais, écrivain français.
- Vers 1494 :
  - Ambrosius Holbein, peintre, dessinateur et graveur allemand († vers 1519).
  - Pompeo Morganti, peintre italien († 1568).

### Décès en 1494
- 11 janvier : Domenico Ghirlandaio, peintre florentin (Domenico di Tommaso Bigordi, né en 1449).
- 25 janvier : Ferdinand Ier de Naples[15].
- 11 août : Hans Memling, à Bruges, peintre flamand d'origine allemande.
- 29 septembre : Ange Politien, à Florence, poète et humaniste (né en 1454).
- 21 octobre : Gian-Galeazzo Sforza, duc de Milan; Ludovic le More lui succède[15].
- 17 novembre : Jean Pic de la Mirandole (Pico della Mirandola), philosophe italien.
- 20 décembre : Matteo Maria Boiardo, poète italien (né à Scandiano v.1441), protégé des ducs de Ferrare.